# جبهة المقاومة الوطنية في إيتوري
جبهة المقاومة الوطنية في إيتوري (بالفرنسية: Force de résistance patriotique d’Ituri)‏، هي ميليشيا مسلحة وحزب سياسي مقرها بونيا، وتنشط بشكل أساسي في جنوب مقاطعة إيتوري في شمال شرق جمهورية الكونغو الديمقراطية (المقاطعة الشرقية سابقًا).

## التاريخ

### الأصل
تأسست جبهة المقاومة الوطنية في إيتوري في نوفمبر 2002 من مجموعة نغيتي الإثنية اللغوية، وهي مجموعة فرعية من ليندو، كحليف للجبهة القومية والتكاملية التي يهيمن عليها الليندو. وهكذا، شكلت نغيتي، التي تم تنظيمها تحت زعماء تقليديين، ثقلًا موازنًا لاتحاد الوطنيين الكونغوليين الذي تدعمه رواندا ويهيمن عليه هيما في صراع إيتوري. كانت جبهة المقاومة مدعومة من قبل فصيل قوات التجديد المدعومة من أوغندا في التجمع من أجل الديمقراطية الكونغولية. في الفترة 2002-2003، تلقت جبهة المقاومة  الدعم من كل من القوات المسلحة لجمهورية الكونغو الديمقراطية وقوات الدفاع الشعبية الأوغندية في القتال ضد اتحاد الوطنيين الكونغوليين.  كما ساعدت كل من جمهورية الكونغو الديمقراطية وأوغندا في الإنشاء الأولي لجبهة المقاومة الوطنية في إيتوري وجبهة القوميين، على الرغم من عدم سيطرة أي من المجموعتين على مقاتلي ليندو في إيتوري. 

### عمليات
في مايو 2003، ورد أن قوات المقاومة الوطنية في إيتوري كان لديها 9000 مقاتل وترتبط ارتباطًا وثيقًا بالجبهة القومية. بحلول عام 2015، قُدر أن هذا الرقم قد انخفض إلى 1000. في فبراير 2003، شاركت قوات المقاومة في مذبحة بوجورو مع جبهة القوميين. انضمت قوات المقاومة الوطنية إلى قوات الدفاع الشعبية الأوغندية في هجوم ناجح في مارس 2003 ضد اتحاد الوطنيين الكونغوليين. في عام 2006، وقعت الحكومة الكونغولية على وقف إطلاق النار مع قوات المقاومة الوطنية في إيتوري وجماعات متمردة أخرى نشطة في الشمال الشرقي من البلاد. وعلى الرغم من تسريح 15,000 جندي من قوات المقاومة الوطنية كجزء من عملية السلام وإدماج العديد من القادة في القوات المسلحة لجمهورية الكونغو الديمقراطية، عاد النشاط العنيف للقوات في عام 2008 بهجمات شنتها على قرى إيتوري ومعسكرات القوات المسلحة. في سبتمبر 2008، انشق قادة قوات المقاومة الوطنية في إيتوري ليشكلوا الجبهة الشعبية للعدالة في الكونغو. في حين أن حليفها جبهة القوميين الوطنيين تحولت إلى حد كبير إلى حزب سياسي في عام 2005، قاومت الجبهة الوطنية حملات نزع السلاح والتسريح. في عام 2010، أطلقت القوات المسلحة عمليات بحث ضد قوات المقاومة الوطنية في إيتوري، التي اعتُبرت أنجح العمليات الحكومية منذ هزيمة حركة 23 مارس 2013 على يد مبعوث الأمم المتحدة مارتن كوبلر.
في البداية بقيادة جيرمان كاتانغا، تحولت قيادة الجبهة في إيتوري في عام 2005 إلى بودوين أديرودو.  اعتُقل كاتانغا ونُقل إلى المحكمة الجنائية الدولية في لاهاي في أكتوبر / تشرين الأول 2007 لمواجهة اتهامات بارتكاب جرائم حرب وجرائم ضد الإنسانية، بما في ذلك استخدام الجنود الأطفال والترويج للعبودية الجنسية. أُدين في مارس 2014.  